# 黄彦弼
黄彦弼（황언필）は、朝鮮氏族の徳山黄氏の始祖である。高麗のときに三重大匡都僉議政丞を務め、徳豊君に封ぜられた。
先祖は、中国後漢の官僚の黄洛であり、光武帝の建武4年（28年）に使臣として交阯郡に赴く途中に海上で遭難し新羅に漂着・帰化した。
子孫に長興庫使を務めた黄載がいる。